# Нижні Торгаї
Нижні Торгаї (крим. Torğay, у минулому — Торгаївка) — село в Україні, у Нижньосірогозькій селищній громаді Генічеського району Херсонської області. Населення становить 1312 осіб.
Село тимчасово окуповане російськими військами 24 лютого 2022 року.

## Стислі відомості
Назва населеного пункту походить з кримськотатарської, де слово Torğay означає «горобець». Село розташоване понад Балками Великі Сірогози та Торгаї. Прилягає до дороги державного значення М-14 (Одеса-Мелітополь-Новоазовськ), рокадою за селом по південному сходу йде дорога О — 221301 (Нижні Сірогози-Нижні Торгаї).
СКП «Хлібороб» — 6 артезіанських свердловин. СГ ТОВ «Хлібороб». ТОВ «Агроінвест-М». ТОВ «Камис». Фермерські господарства: «Зернове-2», Дяченко, «Аграрій», «Агрос», «Трудове», «Дніпро», «Темп», «Лан», «Юлія», «Катюша», «Агроніка», «Веста», «Росток», «Сергіївське», «Урохайне», «Тритон». Селянські (фермерські) господарства: «Асоль», «Вікторія», «Василівка», «Лотос», «Ніка», «Ореол», «Петровське», «Северне», «Удачне». 
Загальноосвітня середня школа І-ІІІ ст. Дитсадок «Колосок» (з 1974 р.). Будинок культури. Сільська бібліотека — філія. Фельдшерсько-акушерський пункт. Модерна система водопостачання. Храм Казанської ікони божої матері. Свято села — у листопаді.
Мати-героїня: Лоцман В. Н. (2014р) та ін. Прожили сто років: Харченко П. П.
Голова сільради Базик Василь Миколайович.

## Історія
Станом на 1886 рік у селі Торгаївка Агайманської волості Мелітопольського повіту Таврійської губернії мешкало 1393 особи, налічувалось 180 дворів, існували православна церква, школа та 3 лавки.
12 червня 2020 року, відповідно до розпорядження Кабінету Міністрів України № 726-р «Про визначення адміністративних центрів та затвердження територій територіальних громад Херсонської області», увійшло до складу Нижньосірогозької селищної громади.
19 липня 2020 року, в результаті адміністративно-територіальної реформи та ліквідації  Нижньосірогозького району увійшло до складу Генічеського району.
Народились:
Швецова Ольга Петрівна (1916 — ?) — українська радянська діячка, вчителька, директор Нижньоторгаївської неповної середньої школи. Депутат Верховної Ради УРСР 2-го скликання.

## Населення
Згідно з переписом УРСР 1989 року чисельність наявного населення села становила 1191 особа, з яких 547 чоловіків та 644 жінки.
За переписом населення України 2001 року в селі мешкали 1304 особи.

### Мова
Розподіл населення за рідною мовою за даними перепису 2001 року:
| Мова       | Відсоток |
| ---------- | -------- |
| українська | 68,83 %  |
| російська  | 18,37 %  |
| білоруська | 0,15 %   |
| молдовська | 0,08 %   |
| інші       | 12,57 %  |